# Reinaldo da Cruz Oliveira
Reinaldo da Cruz Oliveira (Itaguaí, 14 de março de 1979) é um treinador e ex-futebolista brasileiro que atuava como centroavante. Atualmente comanda o Maricá.

## Carreira como jogador

### Flamengo
Reinaldo iniciou no futebol em um time de Itaguaí, dos Supermercados Santa Cruz, no qual jogava com pessoas da própria cidade. Posteriormente ingressou nas divisões de base do Flamengo, onde se destacou pelos gols e assistências.
Iniciou sua carreira profissional no Flamengo no ano de 1999. A estreia foi no dia 30 de maio, em uma goleada por 5–0 contra o Madureira, pela Taça Rio. No primeiro ano no time profissional do Flamengo, além de ter participado da conquista do título do campeonato estadual de 1999, teve a imensa responsabilidade de substituir Romário. Foi assim no primeiro jogo da decisão do Campeonato Carioca, quando Romário não enfrentou o Vasco da Gama por estar contundido; também foi assim meses mais tarde, quando Romário deixou o clube em meio ao Campeonato Brasileiro após uma derrota do Flamengo, depois de ter participado de uma festa em Caxias do Sul. O desafio se tornou uma oportunidade bem aproveitada: eliminado do campeonato nacional, o clube carioca ainda tinha pela frente a reta final da Copa Mercosul. Reinaldo marcou gols nas fases semifinal e final, contra Peñarol e Palmeiras, e ajudou o Flamengo a conquistar um título sul-americano dezoito anos depois da Copa Libertadores da América de 1981.
Nos anos seguintes, tornou-se titular do Flamengo e foi figura de destaque na campanha do tricampeonato carioca, tendo marcado entre 2000 e 2001 gols nos clássicos estaduais contra Botafogo, Fluminense e Vasco. Foi artilheiro da Copa dos Campeões de 2000 (três gols; artilharia dividida com outros três jogadores) e campeão e artilheiro do time (vice artilheiro da competição, junto com França) na Copa dos Campeões de 2001 (cinco gols). Na primeira, marcou uma vez em cada nos jogos de ida e volta das quartas-de-final (vitórias por 3–2 e 1–0 sobre o Goiás) e na ida da semifinal (vitória por 2–1 sobre o São Paulo); na segunda, marcou duas vezes tanto na ida como na volta das quartas (vitórias por 4–2 e 2–0 sobre o Bahia) e uma vez na ida da final (vitória de 5–3 sobre o São Paulo).
Reinaldo deixou o clube na negociação envolvendo Adriano, numa troca onde o Flamengo adquiriu o volante Vampeta. Ambos foram negociados com a Internazionale, mas Reinaldo jamais chegou a vestir a camisa do time italiano, já que a Inter teve de dividir o vínculo do jogador com o Paris Saint-Germain.

### São Paulo
O destino de Reinaldo, porém, acabou sendo o São Paulo, que adquiriu o jogador por empréstimo. Segundo o próprio atleta, o motivo de deixar o Rio de Janeiro seriam os atrasos de salário; no Tricolor, ele teria a responsabilidade de substituir o ídolo França, que se transferiria, no meio do ano, para o Bayer Leverkusen, da Alemanha.
Reinaldo ficou dois anos no Morumbi e, em 2002, formou com Luís Fabiano uma das melhores duplas de ataque do futebol brasileiro.
Em 2003, terminado o empréstimo com o São Paulo, voltou para o Paris Saint-Germain, onde ficou por dois anos e conquistou uma Copa da França.

### Kashiwa Reysol e Santos
Seguiu para o Japão, onde passou a jogar pelo Kashiwa Reysol em 2005.
Reinaldo voltou ao Brasil no início de 2006, quando assinou contrato com o Santos.

### Al-Ittihad e Ichihara Chiba
Em 2007, o jogador decidiu-se pelo retorno ao estrangeiro, transferindo-se para o Al-Ittihad, da Arábia Saudita. Seis meses mais tarde, voltou a trocar de clube, passando a defender o Ichihara Chiba, do Japão.

### Botafogo
Foi anunciado pelo Botafogo no dia 20 de dezembro de 2008. Em seu retorno ao Rio de Janeiro, conquistou apenas a Taça Guanabara e teve problemas seguidos de lesões musculares que o impediram de atuar por boa parte da temporada. No entanto, realizou o sonho de jogar ao lado do seu irmão, Felipe, que naquele ano estava no time Sub-20 do Alvinegro.

### Andarilho da bola
Deixou o Botafogo para ir à Coreia do Sul, onde defendeu em 2010 o Suwon Samsung Bluewings. No mesmo ano o jogador voltou ao futebol brasileiro, dessa vez para defender o Figueirense.
Em julho de 2011, trocou o Figueira pelo Bahia. Na sua estreia pela equipe baiana, Reinaldo marcou o gol do empate em 1–1 contra o Vasco. Depois do Bahia, Reinaldo jogou no Guangdong Sunray Cave, da China, e retornou ao Brasil para defender o Paraná e o Metropolitano.
Já em 2014, pelo Luverdense, no Campeonato Brasileiro da Série B, fez o primeiro gol da Arena Pantanal, contra o Vasco da Gama. No dia 9 de dezembro, Reinaldo foi anunciado como reforço do Inter de Lages para a disputa da Série A do Campeonato Catarinense de 2015. No clube da Serra Catarinense, campeão estadual de 1965, Reinaldo marcou seis gols, inclusive o que abriu a vitória contra o Avaí no dia 4 de março, na partida que garantiu aos colorados a participação na fase final do Campeonato Catarinense e a vaga no Campeonato Brasileiro - Série D.
Após rescindir com o Inter de Lages, Reinaldo acertou com o Goa, clube da Índia, em maio de 2015.
O jogador retornou ao Brasil no ano seguinte, para defender o Boavista no Campeonato Carioca de 2016. Pelo Verdão de Saquarema, Reinaldo atuou em apenas seis jogos e marcou um gol. Em seguida, acertou seu retorno ao Goa no segundo semestre.

### Aposentadoria
Anunciou oficialmente a sua aposentadoria dos gramados no dia 11 de julho de 2019, aos 40 anos.

## Carreira como treinador
Iniciou sua carreira de treinador em 2020, assumindo o Inter de Lages no dia 23 de junho. Em abril de 2022 foi anunciado pelo Carlos Renaux, de Santa Catarina.
Reinaldo assumiu o Maricá em março de 2023, chegando com a missão de conduzir o Tsunami à elite do futebol carioca.

## Títulos como jogador
Flamengo
- Campeonato Carioca: 1999,[24] 2000 e 2001[25]
- Copa Mercosul: 1999
- Copa dos Campeões: 2001

São Paulo
- Supercampeonato Paulista: 2002

Paris Saint-Germain
- Copa da França: 2003–04

Santos
- Campeonato Paulista: 2006

AL-Ittihad
- Campeonato Saudita: 2007

Samsung Bluewings
- Copa da Coreia do Sul: 2010

Brasiliense
- Campeonato Brasiliense: 2017

### Artilharias
Flamengo
- Copa dos Campeões: 2000 (3 gols)

## Títulos como treinador
Maricá
- Taça Santos Dumont: 2024[26]
- Campeonato Carioca - Série A2: 2024[27]
- Copa Rio: 2024[28]